# Béky Bertalan
Béky Bertalan (1913. augusztus 29. – Budapest, 2007. december 8.) magyar válogatott labdarúgó, fedezet, edző. Edzői pályafutása során dolgozott görög élvonalbeli csapatoknál, valamint részese volt a nigériai labdarúgás megszervezésének. Sírja Budapesten, a Megyeri temetőben található.

## Pályafutása

### Klubcsapatban
1927-től játszott a KISOK bajnokságban. A Szent István felső kereskedelmi játékosa volt. Emellett 1931-től a BSE-ben is szerepelt. 1933 nyarán leigazolta a Phöbus. 1937-ben innen került be a válogatottba. Következő klubja a Hungária volt, ahol 1940-ig, a klub feloszlatásáig játszott. 1941 nyarán az Elektromosba igazolt.

### A válogatottban
1937 és 1939 között két alkalommal szerepelt a válogatottban, Ausztria és Hollandia ellen.

### Edzőként
1949-ben a BLASZ ifjúsági edzője lett. 1950-ben a Magyar Acél trénerének nevezték ki. 1953-ban a Váci Vörös Lobogó edzője volt. 1957-ben a Kőbányai Tűzálló csapatát trenirozta. 1961-ben az Elektromos edzője volt. 1964 nyarán a Csepel Autó edzéseit irányított, de még az ősz folyamán a görögországi Katerini elsőosztályú csapatánál lett edző. 1968 elején a Gázművek csapatát bízták rá. 1969-től 1971-ig Nigériában a középnyugati régióban volt szövetségi edző. 1971 és 1974 között a Leninvárost irányította. 1974-ben a BHG-nél lett utánpótlás edző. Az 1970-es évektől MLSZ ellenőrként tevékenykedett.

## Statisztika

### Mérkőzései a válogatottban
| Magyarország | Magyarország      | Magyarország                  | Magyarország | Magyarország | Magyarország | Magyarország | Magyarország | Magyarország |
| #            | Dátum             | Helyszín                      | Hazai        | Eredmény     | Vendég       | Kiírás       | Gólok        | Esemény      |
| ------------ | ----------------- | ----------------------------- | ------------ | ------------ | ------------ | ------------ | ------------ | ------------ |
| 1.           | 1937. október 10. | Bécs, Práter-stadion          | Ausztria     | 1 – 2        | Magyarország | Európa-kupa  | -            |              |
| 2.           | 1939. február 26. | Rotterdam, Feijenoord Stadion | Hollandia    | 3 – 2        | Magyarország | barátságos   | -            |              |
|              | Összesen          |                               |              | 2            | mérkőzés     |              | 0            | gól          |